# فيليبي دي مونتي
فيليبي دي مونتي (بالإيطالية: Philippe de Monte)‏ (1521 - 4 يوليو 1603) والمعروف أحيانًا باسم فيليبوس دي مونتي، وهو ملحن فلمنكي من أواخر عصر النهضة وعضو من الجيل الثالث المادريجالي وألف أكثر من أي ملحن آخر في عصره. تذكر المصادر أنه «أفضل ملحن في البلد بأسره، ولا سيما في الطريقة الجديدة وميوزيكا ريزيرفاتا».

## روابط خارجية
- فيليبي دي مونتي على موقع الموسوعة البريطانية (الإنجليزية)
- فيليبي دي مونتي على موقع ميوزك برينز (الإنجليزية)
- فيليبي دي مونتي على موقع ديسكوغز (الإنجليزية)